# クラブ (ミサイル)

3M-54Eの外観図

クラブ（ロシア語:  Клуб）あるいは3M-54 カリブル（3M-54 Kalibr、ロシア語:  Калибр）、艦船発射型はNATOコードネーム：SS-N-27 シズラー（SS-N-27 Sizzler）あるいはSS-N-30Aは、ロシア連邦のノヴァトール設計局が開発した巡航ミサイルファミリーである。
“Клуб”とは、社交・親睦団体、及びその場としての「クラブ」の意。  Калибрは、「口径」(英語のcaliber)の意。NATO名の“sizzler”は、「焼けるような音を立てるもの」「非常に暑い日」の意味である。

## 概要

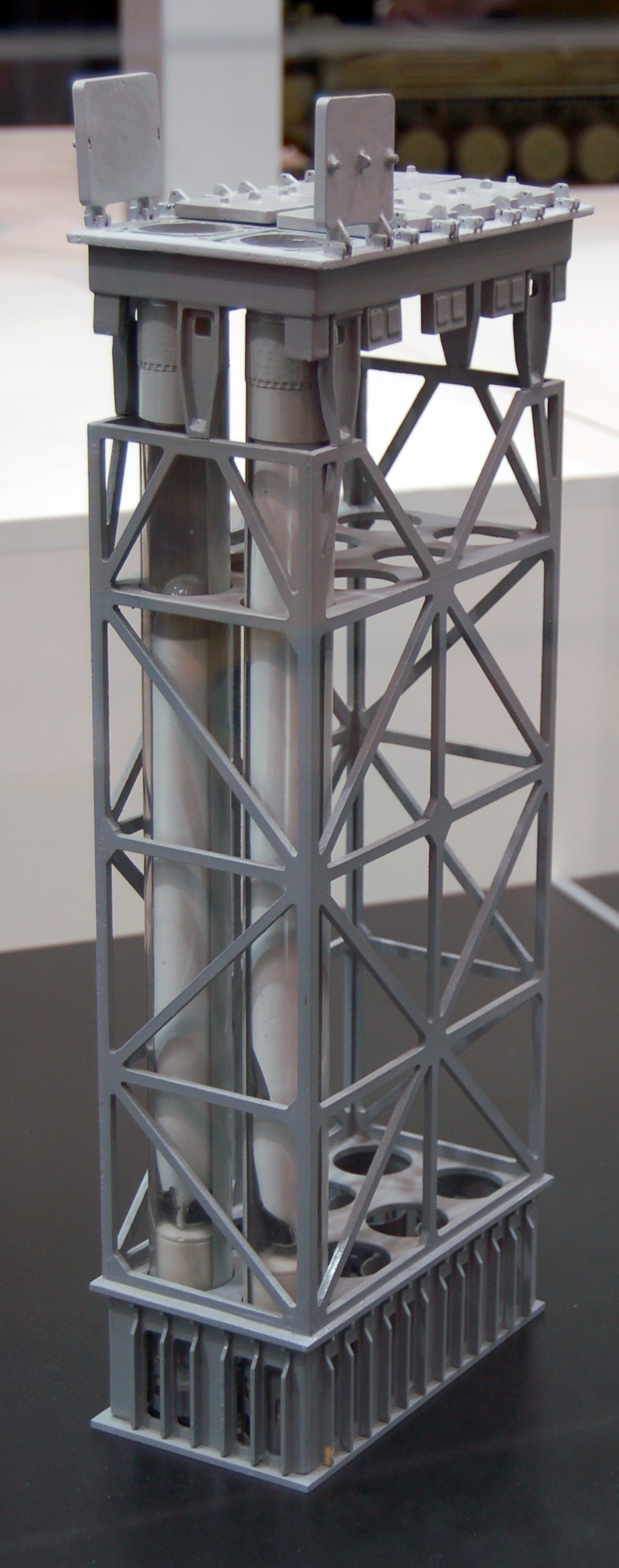
MAKS-2009で展示された3S14 VLSの模型

クラブはロシアの前身であるソビエト連邦時代の1985年頃から開発され、MAKS-93で発表された。
クラブファミリーは使用するミサイル、発射プラットホームが多岐にわたる。このシステムを搭載していれば組み合わせ次第で多用途に使えることはこのシステムの特長の一つである。
この巡航ミサイルは、水上艦、潜水艦、航空機から発射でき、対艦、対潜水艦、陸上攻撃用のバリエーションがある。一部のバージョンには第2の推進段階があり、標的への最終段階の接近での超音速スプリントは、標的の防御システムの反応時間を短くして迎撃を困難にする。クラブには、指定されたミサイルの輸出バージョンがある。
発射プラットホームにより、それぞれ
- 潜水艦発射型：Club-S
- 水上発射型：Club-N
- 陸上発射型：Club-M

と区別される。
水上艦艇発射型は3S14 UKSK VLSから、潜水艦発射型は533mm魚雷発射管から発射される。ミサイル径は基本的に全て533mmとなっている。
シリア内戦や2022年ロシアのウクライナ侵攻でロシア海軍により実戦投入された。

## ミサイル

### 対艦型
- エンジン:固体燃料ブースター+ターボジェット

#### 3M54E
- 全長:8.22m
- 発射重量:2300kg
- 弾頭重量:200kg
- 弾頭:HE
- 射程:約300km超
- このミサイルの最大の特長は、命中までのプロセスにある。このミサイルは発射後亜音速で飛行するが、目標の手前20kmほどで先端部を切り離し、これが超音速で敵艦に向かっていく。この事から本ミサイルは超音速対艦ミサイルと呼ばれる事があるが、射程220kmのうち敵艦手前までの200kmは亜音速巡航なので超音速ミサイルとは厳密には言えない。迎撃困難と言われる。

#### 3M54E1
- 全長:6.2m
- 発射重量:1780kg
- 弾頭重量:400kg
- 弾頭:榴弾（HE）
- 射程:約300km
- クラブシリーズの対艦ミサイルで、輸出されているものは本ミサイルである。本ミサイルは上記の3M54Eと違い、完全な亜音速巡航ミサイルである。このため、中華人民共和国やインドに輸出されているクラブを超音速対艦ミサイルとして報道しているのは間違いだと言える。

### 対地型
- エンジン:固体燃料ブースター+ターボジェット

#### 3M14TE
- 垂直発射型
- 全長:8.9m
- 直径:0.645m
- 重量:3205kg
- 弾頭重量:450kg
- 弾頭:HE
- 射程:約2000-2500km
- 当初、アメリカ合衆国製巡航ミサイルトマホーク (ミサイル)に比べ劣った性能であり、射程が300km程度しかなく地形追従能力も持たないと思われていたが、シリア内戦において2015年、ロシア軍のカスピ小艦隊より反政府勢力に向け発射され[1]、イラン領空を通過後シリア領内に着弾したことから、その射程が最低でも1500kmを超え且つ地形追従も可能で、トマホークと同等もしくはそれ以上の性能を持っていたことが確認された。これは旧ソ連時代から続く、西側諸国による東側諸国の兵器に対する偏見と、ミサイル技術管理レジュームにより、輸出型の本ミサイルの射程が意図的に300kmに抑えられていることが本国仕様でも同様だと思われていたためである。

#### 3M14E
- 魚雷発射管型
- 全長:6.2m
- 直径:0.533m
- 重量:1770kg
- 弾頭重量:450kg
- 弾頭:HE
- 射程:670km超
- シリア内乱において2015年[1]、黒海艦隊所属のキロ型潜水艦2隻により地中海からシリア領内に向け発射された。最遠方の目標距離は670kmであり最低でも670kmを超える射程を持つことが確認された。

### 対潜型
- エンジン:固体燃料ブースター+ターボジェット

#### 91RE1
- 魚雷発射管型
- 全長:7.65m
- 直径:0.533m
- 発射重量:2100kg
- 弾頭重量:385kg
- 弾頭:MTT短魚雷
- 射程:約50km
- これまで旧ソ連・ロシア海軍で使用されていたRPK-6/7(SS-N-15/16)対潜ミサイルを代替するもので、今後のロシア海軍の魚雷発射管から発射する対潜ミサイルのスタンダードとなる予定である。

#### 91RTE2
- 水上艦VLS発射型
- 全長:8.9m
- 直径:0.645m
- 発射重量:3105kg
- 弾頭重量:385kg
- 弾頭:MTT短魚雷
- 射程:約40km

## 採用国
ロシア
 インド
 ベトナム
 中国

## 搭載艦
- 潜水艦
  - ラーダ型潜水艦
  - 636型（改キロ級）潜水艦
  - シンドゥゴーシュ級潜水艦
- 水上戦闘艦
  - シヴァリク級フリゲート
  - タルワー級フリゲート
  - カモルタ級コルベット
  - ステレグシュチイ級フリゲート
  - グレミャーシュチイ級フリゲート
  - アドミラル・ゴルシコフ級フリゲート
  - アドミラル・グリゴロヴィチ級フリゲート
  - キーロフ級ミサイル巡洋艦（3番艦の近代化改装により3S14 UKSK垂直発射機が搭載される予定）

## 参考資料
- 『軍事研究』2011年11月号